# Отто Новак
Отто Новак (чеськ. Otto Novák, нар. 22 березня 1902, Прага — пом. 15 жовтня 1984) — чехословацький футболіст, що грав на позиції нападника. Відомий виступами за команду «Вікторія» (Жижков), у складі якої був чемпіоном Чехословаччини, і національну збірну Чехословаччини. Учасник Олімпійських ігор 1924.

## Клубна кар'єра
З 1921 по 1931 роки виступав у складі клубу «Вікторія» (Жижков). У складі команди ставав бронзовим призером перших двох розіграшів професіональної ліги у 1925 і 1926 роках. У сезоні 1925/26 забив 17 м'ячів у чемпіонаті, продемонструвавши свій найкращий результат за кар'єру. У 1928 році здобув з «Вікторією» історичну перемогу у чемпіонаті Чехословаччини. Команда перервала гегемонію клубів «Спарти» і «Славії». Клуб із Жижкова жодного разу не програв прямим конкурентам (зі «Славією» зіграли 2:2 і 4:3, зі «Спартою»   —   5:3 і 1:1) і заслужено став чемпіоном. На рахунку Новака 5 забитих м'ячів у переможному сезоні.
Влітку 1928 року «Вікторія», як чемпіон Чехословаччини, взяла участь в Кубку Мітропи, престижному міжнародному турнірі для найсильніших команд Центральної Європи. В 1/4 фіналу чехословацький клуб без участі Новака переміг клуб «Граджянскі» (Загреб). У півфіналі суперником команди з Жижкова став віденський «Рапід». Клуби обмінялись мінімальними перемогами  —  4:3 і 2:3, тому для виявлення переможця був призначений додатковий матч. У переграванні Отто забив єдиний гол своєї команди на 38-й хвилині матчу (за іншими даними на 25-й), на що більш досвідчені австрійці відповіли трьома точними влучаннями  —  1:3.
Наступного сезону «Вікторія» стала другою у чемпіонаті, але здобула перемогу у кубку Середньої Чехії, перегравши у фіналі з рахунком 3:1 «Лібень».
Загалом у складі «Вікторії» Новак зіграв у першій лізі 60 матчів і забив 49 голів.

## Виступи за збірну
За національну збірну дебютував 30 травня 1924 року. Чехословацькі футболісти поступились у матчі-переграванні 1/8 фіналу Олімпійських ігор збірній Швейцарії (0:1).
Найвдалішим для гравця у збірній став 1926 рік, коли він у двох товариських матчах проти збірної збірної Швеції забив три голи. Загалом у національній команді зіграв 6 матчів, забивши 3 голи.

## Статистика виступів

### Статистика виступів у Кубку Мітропи
| №                      | Розіграш               | Стадія                 | Дата та місце проведення | Команда 1              | Рахунок | Команда 2         | Голи |
| ---------------------- | ---------------------- | ---------------------- | ------------------------ | ---------------------- | ------- | ----------------- | ---- |
| 1                      | 1928                   | 1/2                    | 16.09.1928, Відень       | Рапід (Відень)         | 3:2     | Вікторія (Жижков) |      |
| 2                      | 1928                   | 1/2                    | 23.09.1928, Відень       | Рапід (Відень)         | 3:1     | Вікторія (Жижков) | 27'  |
| Всього в Кубку Мітропи | Всього в Кубку Мітропи | Всього в Кубку Мітропи | Всього в Кубку Мітропи   | Всього в Кубку Мітропи | 2       |                   | 1    |

### Статистика виступів за збірну
| Дата       | Місто     | Господарі      | Результат | Гості          | Турнір                   | Голи | Примітки |
| ---------- | --------- | -------------- | --------- | -------------- | ------------------------ | ---- | -------- |
| 30.05.1924 | Париж     | Чехословаччина | 0 – 1     | Швейцарія      | Олімпійські ігри – 1/8   | -    |          |
| 13.06.1926 | Стокгольм | Швеція         | 2 – 2     | Чехословаччина | товариський матч         | 2    |          |
| 03.07.1926 | Прага     | Чехословаччина | 4 – 2     | Швеція         | товариський матч         | 1    |          |
| 28.09.1926 | Прага     | Чехословаччина | 1 – 2     | Австрія        | товариський матч         | -    |          |
| 18.09.1927 | Прага     | Чехословаччина | 2 – 0     | Австрія        | Кубок Центральної Європи | -    |          |
| 28.10.1927 | Прага     | Чехословаччина | 5 – 3     | Югославія      | товариський матч         | -    | 46'      |
| Усього     |           | Матчів         | 6         |                | Голів                    | 3    |          |

## Титули і досягнення
- Чемпіон Чехословаччини: 1927-28
- Срібний призер чемпіонату Чехословаччини: 1928-29
- Бронзовий призер чемпіонату Чехословаччини: 1925, 1925-26, 1929-30, 1930-31
- Володар кубка Середньої Чехії: 1929